# Lithobius aidonensis
Lithobius aidonensis är en mångfotingart som beskrevs av Karl Wilhelm Verhoeff 1943. Lithobius aidonensis ingår i släktet Lithobius och familjen stenkrypare. Inga underarter finns listade i Catalogue of Life.